# Avianca Ecuador
Avianca Ecuador (bis Jahresbeginn 2018 AeroGal) ist eine ecuadorianische Fluggesellschaft mit Sitz in Quito und Basis auf dem Flughafen Quito. Sie gehört der Avianca Holdings und trat nach außen bereits seit Juni 2014 unter der Marke Avianca Ecuador auf.

## Geschichte
Das Unternehmen wurde im November 1985 als AeroGal (offiziell Aerolineas Galapagos) gegründet. Die Aufnahme des Flugbetriebs erfolgte im Jahr 1986 mit Dornier Do 28 D Skyservant. Ende 2009 wurde die Fluggesellschaft zu 80 % von der Synergy Group übernommen, der unter anderem auch Avianca Holdings gehört. Der Besitzerwechsel hatte keine Auswirkung auf den Namen und Markenauftritt der Gesellschaft. Zum Ausbau der Flotte wurden auf der Pariser Luftfahrtmesse 2011 Absichtserklärungen über die Beschaffung von 51 Flugzeugen des Herstellers Airbus abgegeben.
Avianca Holdings fusionierte im Jahr 2012 die ecuadorianische Fluggesellschaft VIP mit AeroGal. Diese setzte zunächst den Flugbetrieb unter ihrem bisherigen Namen fort. Ab dem 19. Juni 2014 trat AeroGal nach außen unter der Marke Avianca Ecuador auf, der offizielle Gesellschaftsname wurde aber nicht entsprechend geändert. Ihre Flugzeuge erhielten parallel dazu die rot-weiße Bemalung der Dachmarke Avianca, welche alle Maschinen sämtlicher Tochtergesellschaften der Avianca Holdings tragen.
Zum Jahresbeginn 2018 wurde die Gesellschaft offiziell zur Avianca Ecuador SA umfirmiert. Zur Fortsetzung des Flugbetriebs wird das vorhandene Air Operator Certificate der AeroGal verwendet.

## Flugziele
Obschon der Name und die Bemalung auf die Galapagos-Inseln Bezug nahm, dauerte es bis Ende 2003, bis AeroGal die Galápagos-Inseln anfliegen durfte. Von ihren Drehkreuzen in Quito und Guayaquil wurden Verbindungen innerhalb Ecuadors sowie die Galápagos bedient. Zu den Internationalen Zielen gehörten neben Bogotá in Kolumbien auch Destinationen außerhalb Südamerikas. Im Jahr 2014 flog AeroGal regelmäßig New York und Miami an.

## Flotte

### Aktuelle Flotte
Mit Stand April 2025 besteht die Flotte der Avianca Ecuador aus acht Flugzeugen mit einem Durchschnittsalter von 13,3 Jahren:
| Flugzeugtyp     | aktiv | bestellt | Anmerkungen                         | Sitzplätze (Business/Economy) | Durchschnittsalter |
| --------------- | ----- | -------- | ----------------------------------- | ----------------------------- | ------------------ |
| Airbus A319-100 | 1     |          | mit Sharklets ausgestattet; inaktiv | 120 (12/108)                  | 09,9 Jahre         |
| Airbus A320-200 | 6     |          |                                     | 180 (12/168)                  | 14,9 Jahre         |
| Airbus A320neo  | 1     |          |                                     | 180 (12/168)                  | 06,8 Jahre         |
| Gesamt          | 8     | -        |                                     |                               | 13,3 Jahre         |

### Aktuelle Sonderbemalungen
| Bemalung      | Flugzeugtyp     | Luftfahrzeugkennzeichen | Zeitraum       | Bild |
| ------------- | --------------- | ----------------------- | -------------- | ---- |
| Star Alliance | Airbus A320-200 | HC-CJW                  | seit Juni 2012 |      |

### Ehemalige Flugzeugtypen
AeroGal betrieb im Lauf ihrer Geschichte unter anderem auch Flugzeuge der Typen Airbus A319-100, Boeing 727-200, Boeing 737-200, Boeing 757-200 und Boeing 767-300ER.